# Peace of Mind (Boston)
Peace of Mind è un singolo del gruppo musicale Boston estratto dall'album eponimo, pubblicato il 1977 e registrato tra ottobre 1975 e aprile 1976. Scritto da Tom Scholz, il fondatore della band, chitarrista e compositore principale, è uscito al loro debutto omonimo nel 1976, e pubblicato di nuovo l'anno successivo come terzo e ultimo singolo estratto dall'album. Ha raggiunto la posizione numero 38 nella Billboard Hot 100 degli Stati Uniti nel 1977 così come il numero 33 nella Cash Box Top 100. Ha ricevuto una notevole diffusione radiofonica, sia al momento dell'uscita iniziale dell'album che successivamente, ed è stato descritto come un "punto fermo della radio rock".

## Composizione e registrazione
Peace of Mind è una delle sei canzoni scritte per il disco, cinque delle quali alla fine apparvero nell'album Boston, su cui Scholz lavorò nel suo seminterrato nel 1974 e nel 1975, prima che i Boston ottenessero il contratto discografico. La demo è stata specificamente terminata nel 1974. Le parti di batteria sono state originariamente sviluppate da Jim Masdea, anche se Sib Hashian ha suonato la batteria nella versione ufficiale. Secondo il critico di Ultimate Classic Rock Michael Gallucci, la versione demo era "completamente riuscita" e quindi la versione dell'album non è cambiata molto tranne che per l'amplificazione delle chitarre.

## Testo e musica
La canzone parla delle persone con cui Scholz ha lavorato alla Polaroid Corporation prima di ottenere il suo contratto discografico e della mancanza di interesse di Scholz a salire la scala aziendale fino ai vertici. Dick Nusser di Billboard ha descritto il tema della canzone dicendo che "la competizione e una buona posizione aziendale non sono le uniche scelte. Meglio accendere la radio, sintonizzarsi e cercare Peace Of Mind". Secondo il giornalista musicale Chuck Eddy, i testi sostengono che non è salutare per le persone competere tra loro. Paul Elliott ha commentato la "positività" del testo, esortando le persone a guardare oltre la loro vita mondana per "trovare un significato più profondo". Ha anche notato la "qualità edificante" della canzone, espressa attraverso "il suo riff a ruota libera, la sua ricca melodia e le armonie vocali abbaglianti". Il collaboratore di AXS Craig James descrive il tema dicendo che fare musica ed essere in pace con se stessi è meglio delle aspirazioni aziendali. 
Daniel Brockman di Vanyaland ha trovato l'ironia nel ritornello: "Capisco l'indecisione e non mi interessa se rimango indietro / Persone che vivono in competizione, tutto quello che voglio è avere la mia tranquillità", sottolineando che questo è stato un singolo di successo basato su testi che affermano che non si dovrebbe prendere la propria carriera troppo sul serio. La rivista Mojo ha citato i testi come una visione alternativa del sogno americano a quella descritta in un'altra canzone dall'album di Boston, "Hitch a Ride".
La Greenwood Encyclopedia of Rock History lo descrisse come "costruito attorno a chitarre svettanti, armonie vocali strette e enormi hook", che facevano parte del fascino della band. Il cantante dei Boston Brad Delp ha citato Peace of Mind come esempio di come Scholz sia stato in grado di combinare le armonie vocali dei The Beach Boys con il suono pesante della chitarra dei Led Zeppelin. Rolling Stone ha commentato come le chitarre "sembrano epiche" ma anche "delicate e intime". Tom Moon ha citato Peace of Mind e Long Time come esempi per illustrare come Scholz variava i suoi effetti per chitarra per ogni canzone di Boston, affermando che Peace of Mind ha un "attacco più grintoso e meno 'aerografato'". La canzone è tra le prime nella musica popolare a utilizzare la progressione di accordi vi – IV – IV – V, una variante della progressione I – V – vi – IV, molto popolare nella musica occidentale moderna.

## Formazione
- Tom Scholz – chitarra acustica ritmica, chitarra solista, basso
- Sib Hashian – batteria
- Brad Delp – voce e cori